# 第59回NHK紅白歌合戦
『第59回NHK紅白歌合戦』（だいごじゅうきゅうかいエヌエイチケイこうはくうたがっせん）は、2008年（平成20年）12月31日（JST、以下同じ）にNHKホールで行われた、通算59回目のNHK紅白歌合戦。
19時20分 - 23時45分に生放送（21時25分 - 21時30分はニュースのため中断。BShiは別番組）。双方向対応番組。前半・後半と分かれたが、編成上では2部制は採られなかった（ビデオリサーチ社の視聴率調査については、ニュースの前後で2部に分けて実施）。

## 概要・放送メディア
- 前回と2009年（平成21年）・第60回記念に向けて向こう3年間の統一テーマと共通ロゴが制定された事もあり、今回では最初に当日の観客募集から動き出した。応募資格は近年の例に漏れず、受信料を支払っている世帯の家族、または合法的に支払いを免除されている世帯の家族に限られた。
- 日本国内向けには例年通り、地上波は総合テレビとラジオ第1で、テレビ衛星波はBS 2とBS hiで、それぞれ放送。
- 海外向けには、テレビはNHKワールド・プレミアムによる配信で、ラジオはNHKワールド・ラジオ日本で放送。
  - NHKワールド・プレミアムでは2008年（平成20年）9月29日から、一部時間帯において一般視聴者が通常の海外衛星チューナーで直接受信して視聴できるノンスクランブル放送を主にニュース・情報番組（一部番組を除く）とごく一部の娯楽番組（『NHKのど自慢』など）で実施するようになったが、本番組ではノンスクランブル放送の対象とはならなかった（これ以降の回も同様。今回と2009年・第60回の放送では中断ニュースも含めてスクランブル配信となっていたが、第61回（2010年）の放送では再放送も含めて中断ニュースのみノンスクランブル放送を実施）。
  - 著作権処理や電波運用の関係で、一般視聴者が直接受信して視聴できるNHKワールドTVでは放送されず。なお翌年の2月2日からNHKワールドTVが英語放送による完全独自編成に移行したため、今後本チャンネルで放送されることは完全に無くなった。
  - NHKワールド・ラジオ日本についても、短波ラジオでの放送は前回に続きアジア大陸と東南アジア地域のみの同時生放送された。短波ラジオでの全世界での放送が行われなくなったのは2007年（平成19年）10月1日以降、テレビ国際放送の強化に重点を置くため、放送時間・地域の大幅な変更・見直しが行われたことによる。なお、翌年の2009年（平成21年）春以降（3月下旬頃から）、NHKワールドTV、NHKワールド・プレミアムの放送衛星を使用したデジタルラジオ放送が終日ノンスクランブルで全世界の一般視聴者でも直接受信・聴取ができるようになり、同年の第60回の放送から衛星ラジオでも通常の海外衛星チューナーで本番組の聴取が可能となった。
- 2007年（平成19年）10月にNHKの全54放送局管内（宇都宮・前橋・さいたま・千葉・横浜の各放送局はテレビによる県域放送は行っておらず、東京・放送センターエリアである）で地上デジタルテレビジョン放送が開始され、アナログテレビジョン放送完全終了まで1,000日を切ったことから、今回以降、番組制作はほぼデジタル放送を視聴することを前提としたものであり、アナログ放送、NHKワールド・プレミアムは4:3サイズであった。

## 放送まで
既に統一コンセプトが定められていたため、例年に比べて日程が遅れた。
- 10月22日 - テーマ発表。
  - 前回以降、次回の第60回記念大会までの統一コンセプトとして「歌力（うたぢから）」が設定されており、テーマは、「歌の力 ひとの絆（きずな）」。
  - 前回に引き続き、応援合戦などのアトラクションを極力取り除いた歌本位の構成である。
  - これとは別に「いっしょに。紅白」というキャッチコピーが設定された。家族、友人、仲間が集まり「みんなでいっしょに見てほしい紅白」を目指すとしている。
- 11月5日 - 「紅白応援隊」が発足。
  - 前回に続き関根麻里が隊長を務めた。今回の隊員は関根と共に『EYES』枠の番組に出演しているテリー伊藤と沢村一樹。前回同様に本番にも出演。この日から3パターン（『サラリーマンNEO』でのキャラクター“セクスィー部長”に扮した沢村主演のドラマバージョン「いっしょに。紅白」、テリー伊藤インタビュアーのインタビューバージョン「テリーがきく」、通常パターン）のスポットCMがNHKでテレビ（海外向けテレビ番組配信のNHKワールド・プレミアムも含む）やラジオを問わず流れた。
- 11月6日 - 審査員募集概要を発表。
  - 前回同様、ケータイ審査員は5万名、デジタルTV・ワンセグ審査員は無制限とし、アクセスが殺到した場合に制限した。
  - 受付期間の12月1日から17日までに応募した者の中から抽選で30名を本番の会場に招待。他に抽選で1,000名に「紅白エコバッグ」なるノベルティグッズがプレゼントされた。なお、今回の応募では「NHKホールご招待／エコバッグ」「エコバッグのみ」「（両方とも）応募しない」といった3つの選択肢があり、そのいずれかを選択できる様に設定されていた。
  - ケータイ審査員の受付は開始日の11:00より先着順で行われ、定員になり次第締め切り。NTTドコモのiモード、auのEZWebおよびソフトバンクモバイルのYahoo!ケータイにおける「NHKケータイ」公式サイト上からしか参加できないよう設定された。
- 11月24日 - 司会者発表。
  - 紅組に仲間由紀恵、白組にSMAPの中居正広が起用された。2人が夫婦役で共演したTBS制作の映画『私は貝になりたい』（22日公開）のPR活動（映画関連のイベントや民放番組への出演）で2人のスケジュールが中々合わなかったため、発表が例年より遅いこの日となった。中居は司会発表会見にて「この“夫婦”で、夫婦ゲンカじゃないですが、頑張っていきたい」「勘違いしないでほしいんですけど、映画の宣伝でも何でもございません」と語り、記者達を笑わせた[1][2]。なお、本紅白放送後に同作の観客が急増する現象が発生しており、『サンケイスポーツ』2009年1月6日付はこれを「紅白効果」と報じた。
- 12月16日 - 総合テレビにて特別番組『クイズ紅白歌合戦』を放送（NHKワールド・プレミアムは翌17日に放送）。
司会：関根麻里、高山哲哉。コンセプトに合わせ、年末年始放送予定の特別番組出演者が番組対抗で争った。20:20頃には双方向機能を用いて今年は紅・白のどちらが優勢かを伺う投票も行われた。
- 12月18日 - データ放送版の紅白検定開始。
- 12月19日 - 当日歌唱する楽曲発表。
- 12月21日 - ケータイ審査員が定員に達する。
- 12月24日 - ゲスト審査員発表。
- 12月26日 - 当日の曲順決定。
- 12月31日 - 総合テレビ『スタジオパークおおみそかスペシャル』の中で本番直前のリハーサルを中継。

## 当日のステージ
飛行船からの東京上空の映像からオープニングが始まり、総合司会の小野文惠のナレーションの後、NHKホールから両組司会の仲間由紀恵・中居正広と大橋のぞみが登場し、大橋が「切手のないおくりもの」を1コーラス歌って出場歌手の入場につなげた。なお、小野は飛行船に乗ってナレーションしたため、ステージには登場しなかった。ステージのセットはLEDを用いたセットが多用され、映像による演出が多かった。そのため、セットの転換が例年に比べて少ない。
第45回（1994年（平成6年））、第46回（1995年（平成7年）） 同様、両組司会がゲスト審査員紹介も含めて番組全般の進行を担当し、総合司会は実質進行役としての出演に留まった。中居が組司会を務めた回の番組冒頭の恒例となっている、中居が手に持つ文字の書かれた扇子は（初めて）両面に「つるべー」「見てる貝?」と前回共に両組司会を務めた笑福亭鶴瓶と『私は貝になりたい』（鶴瓶も出演）を織り交ぜたものとなった。この扇子はNHKのスタッフ経由で鶴瓶のもとへ渡っており、テレビ大阪制作・テレビ東京系列『きらきらアフロ』、日本テレビ系列『ザ!世界仰天ニュース』（鶴瓶・中居の司会番組）で鶴瓶が披露していた。なお、鶴瓶は屈辱を感じながら本紅白を自宅テレビで視聴していたという（さらに、本番前と本番中に中居から電話があったことも明かしている）。
テロップのデザインは前回とほぼ変わりはないが、歌手名のテロップのフォントは全て明朝体になった。また、曲紹介のMC時には出演する歌手の出身（複数グループの場合はなし。同じ出身地の場合は表示）、出場回数、歌手・グループ名、写真、見どころを表示する。歌手名、曲名などのテロップは紅組は赤を、白組は白を基調としたCGで表示されたが、水谷豊の曲名「カリフォルニア・コネクション」だけは紅組と同じ赤のCG表記だった。
紅組トップバッターおよび先行トップバッターを務めたのはこの年歌手デビュー10周年（10年連続出場達成）を迎えた浜崎あゆみ。トップバッター担当は本人の希望（同日22時より別会場でライブに臨むため）によるものである。浜崎は12月24日に右手を故障、緊急手術を行い、2日後の26日に生放送のテレビ朝日系列『ミュージックステーションスーパーライブ2008』の出演を急遽キャンセルしたことなどから出場が危ぶまれた。しかし、ぶっつけ本番で登場。当初はヘッドセットマイクの変更も検討されたが、「ファンに心配をかけさせない」という本人の意向で右手に痛み止めの注射を打ち、ハンドマイクを持って歌唱した。歌唱終了後、中居が浜崎に「あゆ、怪我大丈夫?」と述べた。
- 年明けの週刊誌において、浜崎が本紅白で負傷の影響を感じさせずに熱唱したため、テレビ朝日側が「『ミュージックステーションスーパーライブ』を辞退する程の怪我だったのか?」と激怒しているとの報道があった。

藤岡藤巻と大橋のぞみの楽曲披露直前に過去のスタジオジブリ映画の楽曲を作曲者である久石譲のピアノ演奏、オーケストラ、合唱、マーチングバンドに合わせて出場歌手によって歌われた。披露されたのは「さんぽ」（『となりのトトロ』オープニングテーマ、羞恥心 with Paboによる歌唱）・「風のとおり道」（『となりのトトロ』イメージソング、久石譲によるピアノ演奏）「君をのせて」（『天空の城ラピュタ』主題歌、平原綾香・青山テルマ・吉岡聖恵〈いきものがかり〉による歌唱）。藤岡藤巻と大橋のぞみは、本紅白を最後に「藤岡藤巻と大橋のぞみ」としての解散を発表していたため、これが最後のステージであった。なお、藤岡孝章は体調不良のため出演せず、藤巻と大橋の2名で歌唱した。
仲間主演でこの年4月 - 6月に放送された日本テレビ系ドラマ『ごくせん』第3シリーズの主題歌「虹」を披露したAqua Timezの曲前には、メンバー両者が共に同作シリーズへの出演経験があるWaTが登場、小池徹平が仲間が演じるヤンクミこと山口久美子役の写真（日本テレビからの提供によるもの）を出した。その後、仲間はヤンクミらしい応援を入れた（曲のタイトルの読み上げはなかった）。
木山裕策の出演時にはその家族が、ジェロの出演時にはその母親が、それぞれ客席から出演した。WaTの出演時には世界のナベアツが登場し、持ちネタの「3の倍数でアホになる」を使って曲紹介を行った。
前川清&クール・ファイブは、「東京砂漠」を歌唱した。曲紹介の際、小野が、東京タワー上空から曲紹介を行った。前川清は、クール・ファイブ時代も含めると29回出場しているが、今回を最後に出場が途絶えている。
坂本冬美の歌唱前、学生時代にソフトボール部で捕手を務めていた坂本がグラブを装着して、ゲスト審査員の上野由岐子が投げたボールを受けるという演出が行われた。
前半のラストでは第二次世界大戦をテーマとした『私は貝になりたい』に出演した仲間・中居が、同作の音楽を担当した久石譲のピアノ演奏に合わせて平和へのメッセージを述べ、秋川雅史の「千の風になって」の歌唱に繋げた。秋川は合唱団をバックに付けての歌唱となった。
中居がゲスト審査員の本木雅弘に「シブがき隊も再結成してみてはいかがでしょうか?」とふったところ、本木が「100%　無理かもね」とシブがき隊の楽曲「100%…SOかもね!」とかけた表現で返した。
紅白応援隊の沢村一樹が倖田來未の曲紹介前に『サラリーマンNEO』での役柄“セクスィー部長”として登場。
五木ひろしは当時闘病中であった三木たかしから作詞提供を受けた「凍て鶴」を歌唱。なお、翌2009年（平成21年）5月に三木は逝去し、同年の第60回でも三木への追悼として五木が同曲を歌唱している。
森山直太朗は冒頭に登場する「生きてることが辛いなら いっそ小さく死ねばいい」という歌詞が物議を醸した「生きてることが辛いなら」を歌唱。
平原綾香は、この年亡くなった緒形拳（前回はナレーションで出演）の遺作となったフジテレビ系ドラマ『風のガーデン』（平原も出演）の主題歌「ノクターン」を歌唱した。平原の歌唱前にはSMAPの木村拓哉から緒形へ追悼メッセージが贈られた。
EXILEはカウントダウンコンサートの会場である札幌ドームから中継で出演した。
小林幸子は歌唱曲「楼蘭」にあわせて、砂漠をイメージした衣装で登場。正式な衣装のテーマは「砂漠に突然現れるオアシスの女王」。間奏あたりで小林がオアシスとなり、リフトで上昇。足元の左右に薄さ0.1mmといわれる世界一軽い布(マイクロファイバーの布)がジェット機の羽により浮き上がる演出が施された。
一青窈の歌唱時はホールの明かりを全て落としてろうそくの灯りだけで歌われた。セットもエコを意識し、セットの種類は例年より少なかった。
Mr.ChildrenはNHKの101スタジオからの演奏であった。この時、ゲスト審査員の太田雄貴がパフォーマンスに参加した。
石川さゆりはこの年イチローが打席登場曲として使用した「天城越え」を歌唱、イチローが使用した同曲のアレンジを行ったマーティ・フリードマンもエレキギター演奏で参加した。曲前にはイチローのこの年の活躍を収めたVTRが流された。
中居がSMAPとして出演する際の代理の曲紹介は仲間が行った。SMAPのスタンバイ中に仲間がゲスト審査員の松本幸四郎（現：松本白鸚）にコメントを求めたところ、幸四郎が「SMAPには美味しい料理を「BISTRO SMAP」（SMAPが出演する関西テレビ・フジテレビ系列『SMAP×SMAP』のコーナー）というレストランで御馳走になった」と話した。
森進一は第57回（2006年（平成18年））で「おふくろさん」を歌唱した際、同作詞者の川内康範に無断で台詞を入れた同曲を披露した事で川内の怒りを買い、同曲を含め川内が作詞を務めた全33作品の歌唱禁止を命じられていた。その後、この年4月に川内が逝去、11月に川内の長男で弁護士の飯沼春樹が『今後は川内康範のオリジナル作品のみ歌唱すること』を条件として、川内作品の歌唱解禁を森に承諾することを表明し、晴れて本紅白のステージで同曲を2年ぶりに歌唱した（「おふくろさん騒動」の項も参照）。
和田アキ子はこの年デビュー40周年記念を迎え、その記念に開催したニューヨーク・アポロ・シアター公演のラストに披露した「夢」を歌唱し、紅組トリを務めた。
氷川きよしが出場9回目にて「きよしのズンドコ節」で自身初の白組トリおよび大トリを務め、歌唱終了後に号泣した。
得点集計の間、出場歌手登場シーンのハイライトを放送した。結果的にこのハイライトが総合テレビでの瞬間最高視聴率を記録した(50.0%)。この様な試みは紅白史上初めてである。以後、第65回（2014年）を除き、得点集計時に同様の演出が行われている。

## 結果
中間審査を含めた総得票数による方式の結果、205,530対112,000で白組が優勝。紅白史上初の4連勝とし、松本幸四郎から優勝旗が授与された。
なお、ゲスト審査員の投票は同点だった。
審査結果発表は前回同様、会場内（一般視聴者・ゲスト）の審査員、デジタルテレビ、ワンセグの視聴者の投票累計を基に決定したが、今回以降は会場内のセットのLEDディスプレイを使って発表する方式となった。

## 司会者
- 紅組：仲間由紀恵
- 白組：中居正広 （SMAP）
- 総合：松本和也（東京アナウンス室、NHKホール）、小野文惠（放送研修センター日本語センター出向、飛行船から）
- ラジオ中継：山田康弘、神田愛花（いずれも東京アナウンス室）

仲間は第57回（2006年（平成18年））以来2年ぶり3回目の紅組司会。前回も応援ゲストとして出演し、一青窈と秋川雅史の曲紹介を行った。なお、前回は紅組司会の打診を辞退したとの報道があった。
中居は3年連続の組司会並びに2年ぶり4回目の白組司会。NHKアナウンサー以外では史上初の4回目の白組司会担当となった。組司会担当は通算5回目であり、黒柳徹子と佐良直美に並んだ。
松本は2年連続での総合司会。
小野は第55回（2004年（平成16年））で紅組司会を担当、総合司会起用は初めて。女性では史上初の組司会と総合司会の双方経験者となった。
仲間・中居の両組司会は2年ぶり2回目。同じ両組司会コンビが回を跨いで復活するのは両者共にNHKアナウンサー以外では初めて。
前回は紅組・中居、白組・笑福亭鶴瓶の両組男性司会となったが、当時NHK会長の福地茂雄による「男女による司会が望ましい」との意向で例年通りの男女による司会に戻された。
今回から第71回（2020年）まで紅組司会は『大河ドラマ』か『連続テレビ小説』（上期作品）のヒロイン経験者・予定者が務めた。同じく今回から第70回（2019年）まで白組司会はジャニーズ事務所所属タレントが担当する形となった。
また、当初は宮﨑あおい（この年の大河ドラマ『篤姫』の主演。前回のゲスト審査員）へ紅組司会のオファーを行ったが、辞退されたことを制作局エンターテインメント番組部長の近藤保博が司会発表会見終了後に明かしている。なお、オリコンが発表した「今年紅白の司会をしてほしい有名人」（大衆に行ったアンケート）の男性部門の1位が中居、女性部門の1位が宮﨑（仲間は2位）だった。紅組司会を辞退した宮﨑について、一部メディアでゲスト出演の可能性が報じられたが、結局番組に登場することはなかった。
正式発表前に各種メディアが挙げていた司会者の候補は次の通り。
- 『リアルライブ』（2008年6月2日付・10月22日付） - 「藤原紀香（前回のゲスト審査員）の司会が決定（芸能ライター談）」[12]「司会に宮崎の起用が浮上しており、宮崎は相手司会にSMAPを希望している」「芸能マスコミでは司会の候補として、中居と鶴瓶、榮倉奈々（この年上期の連続テレビ小説『瞳』のヒロイン）、西田敏行（『瞳』にヒロインの祖父役で出演）、松坂慶子（『篤姫』出演並びに『思い出のメロディー』で司会担当）、紀香らが挙がっている」[13]
- 『ZAKZAK』（2008年9月2日付） - 「紅組司会に松坂が浮上。鶴瓶との異色コンビとなる可能性もあり」
- 『スポーツ報知』（2008年9月16日付=本紅白の予想座談会・11月17日付） - 「紀香・島田紳助の両組司会の可能性がある」「仲間・中居の両組司会が決定」
- 『週刊現代』（2008年10月4日号） - 「宮崎と松坂のダブル司会の可能性がある」
- 『日刊サイゾー』（2008年9月26日付） - 「今年は宮崎を第一候補にSMAP5人での司会案、『24時間テレビ31』内チャリティーマラソンで注目されたエド・はるみも司会候補に挙がっている（音楽関係者談）」[14]
- 『スポーツニッポン』（2008年11月17日付） - 「仲間・中居の両組司会が内定」[15]

司会発表後に各種メディアが伝えた司会者の人選に関する報道は次の通り。
- 『東京スポーツ』（2008年11月25日付） - 「鶴瓶の司会続投案があった」
- 『ZAKZAK』（2008年11月25日付） - 「NHKでは司会の選考段階で宮崎や小泉今日子もリストアップしていた（放送関係者談）[16]
- 『週刊文春』（2008年12月11日号） - 「前回の両組男性司会を踏まえ、両組女性司会の構想も挙がっており、紀香・和田アキ子の起用案などがあったが、（先述した）福地の意向で立ち消えた」「SMAPの出場を確約させたいNHKの意向で中居の白組司会起用が先に決定し、紅組司会は当初本命だった宮崎が『夫（当時）の高岡奏輔と年末年始を過ごしたい』との理由で辞退したため、中居と相性の良い仲間の起用が決まった」

今回を最後に第49回（1998年（平成10年））から続いていた司会陣に女性アナウンサーが起用される体制が一旦途絶えた。
松本の連続出場は今回までとなったが、第61回でウラトークのMCを務めた。

### リポーター
- 塚原愛（東京アナウンス室）／ ブラジル・サンパウロ・リベルダーデ（特別企画担当）
- 有働由美子（ アメリカ合衆国総局ニューヨーク支局）／ アイルランド・キャッスルレズリー（エンヤ特別企画担当）
- 松村正代（札幌放送局）／札幌ドーム（EXILE中継担当）

## メイン演奏
三原綱木とザ・ニューブリード、東京放送管弦楽団
- 別スタジオ（CR-506スタジオ）での演奏となっており、その模様がSMAPの香取慎吾による生中継で紹介された。

## 審査員
- ゲスト審査員（別記）
- ふるさと審査員（デジタルTV審査員・ケータイ審査員・ワンセグ審査員の応募者から抽選で会場に招待された30名）
- 会場審査員（ふるさと審査員を含めたNHKホールの観客全員）
- デジタルTV審査員（デジタル総合・BShiデジタルの視聴者、無制限）
- ケータイ審査員（携帯電話で審査、50,000名）
- ワンセグ審査員（ワンセグ搭載型の携帯電話で審査、無制限）

## 出場歌手
2008年（平成20年）11月25日に出場歌手が、12月26日に曲順が、それぞれ発表された。
      紅組、      白組、      特別企画、      初出場、      返り咲き。
| 曲順 | 組   | 歌手名                                | 回 | 曲目                                                   |
| ---- | ---- | ------------------------------------- | -- | ------------------------------------------------------ |
| 1    | 紅   | 浜崎あゆみ                            | 10 | Mirrorcle World                                        |
| 2    | 白   | 布施明                                | 24 | 君は薔薇より美しい                                     |
| 3    | 紅   | GIRL NEXT DOOR                        | 初 | 偶然の確率                                             |
| 4    | 白   | 美川憲一                              | 25 | さそり座の女 2008                                      |
| 5    | 紅   | 伍代夏子                              | 15 | 京都二年坂                                             |
| 6    | 白   | 北山たけし                            | 4  | 希望の詩                                               |
| 企画 | 企画 |                                       |    | ジブリ名曲メドレー                                     |
| 7    | 紅   | 藤岡藤巻と大橋のぞみ                  | 初 | 崖の上のポニョ                                         |
| 8    | 白   | 東方神起                              | 初 | Purple Line〜どうして君を好きになってしまったんだろう? |
| 9    | 紅   | 水森かおり                            | 6  | 輪島朝市                                               |
| 10   | 白   | Aqua Timez                            | 2  | 虹                                                     |
| 11   | 白   | 木山裕策                              | 初 | home                                                   |
| 12   | 紅   | 秋元順子                              | 初 | 愛のままで…                                            |
| 13   | 白   | キマグレン                            | 初 | LIFE                                                   |
| 14   | 紅   | いきものがかり                        | 初 | SAKURA                                                 |
| 15   | 白   | 前川清                                | 18 | 東京砂漠                                               |
| 16   | 紅   | 川中美幸                              | 21 | 二輪草                                                 |
| 企画 | 企画 | 宮沢和史 in ガンガ・ズンバ & THE BOOM | 初 | 島唄〜ブラジル移民100周年 紅白スペシャル・バージョン   |
| 17   | 紅   | 藤あや子                              | 16 | 紅い糸                                                 |
| 18   | 白   | WaT                                   | 4  | 36℃                                                    |
| 19   | 紅   | 中村美律子                            | 13 | 河内おとこ節                                           |
| 20   | 白   | ポルノグラフィティ                    | 7  | ギフト                                                 |
| 21   | 紅   | 大塚愛                                | 5  | 愛                                                     |
| 22   | 白   | 平井堅                                | 6  | いつか離れる日が来ても                                 |
| 23   | 紅   | 坂本冬美                              | 20 | 風に立つ                                               |
| 24   | 白   | 秋川雅史                              | 3  | 千の風になって                                         |
| 企画 | 企画 | エンヤ                                | 初 | オリノコ・フロウ〜ありふれた奇跡                       |

| 曲順 | 組 | 歌手名                 | 回 | 曲目                                  |
| ---- | -- | ---------------------- | -- | ------------------------------------- |
| 25   | 紅 | Perfume                | 初 | ポリリズム                            |
| 26   | 白 | ジェロ                 | 初 | 海雪                                  |
| 27   | 紅 | SPEED                  | 4  | White Love(ReTrack)                   |
| 28   | 白 | TOKIO                  | 15 | 雨傘                                  |
| 29   | 紅 | 青山テルマ feat.SoulJa | 初 | そばにいるね                          |
| 30   | 白 | 水谷豊                 | 初 | カリフォルニア・コネクション          |
| 31   | 紅 | 絢香                   | 3  | おかえり                              |
| 32   | 白 | 德永英明               | 3  | Rainy Blue                            |
| 33   | 紅 | 倖田來未               | 4  | TABOO                                 |
| 34   | 白 | 五木ひろし             | 38 | 凍て鶴                                |
| 35   | 紅 | アンジェラ・アキ       | 3  | 手紙 〜拝啓 十五の君へ〜              |
| 36   | 白 | 森山直太朗             | 3  | 生きてることが辛いなら                |
| 37   | 紅 | aiko                   | 7  | KissHug                               |
| 38   | 白 | 羞恥心 with Pabo       | 初 | 羞恥心〜陽は、また昇る 紅白スペシャル |
| 39   | 白 | コブクロ               | 4  | 時の足音                              |
| 40   | 紅 | 平原綾香               | 5  | ノクターン                            |
| 41   | 白 | EXILE                  | 4  | Ti Amo                                |
| 42   | 紅 | 小林幸子               | 30 | 楼蘭                                  |
| 43   | 白 | 北島三郎               | 45 | 北の漁場                              |
| 44   | 紅 | 一青窈                 | 5  | はじめて                              |
| 45   | 紅 | 中島美嘉               | 7  | ORION                                 |
| 46   | 白 | Mr.Children            | 初 | GIFT                                  |
| 47   | 紅 | 石川さゆり             | 31 | 天城越え                              |
| 48   | 白 | SMAP                   | 16 | この瞬間、きっと夢じゃない 紅白SP     |
| 49   | 紅 | 天童よしみ             | 13 | 道頓堀人情                            |
| 50   | 白 | 森進一                 | 41 | おふくろさん                          |
| 51   | 紅 | 和田アキ子             | 32 | 夢                                    |
| 52   | 白 | 氷川きよし             | 9  | きよしのズンドコ節                    |

備考
- 「ジブリ名曲メドレー」は、「さんぽ」（『となりのトトロ』オープニングテーマ、羞恥心 with Paboによる歌唱）⇒「風のとおり道」（『となりのトトロ』イメージソング、久石譲によるピアノ演奏）⇒「君をのせて」（『天空の城ラピュタ』主題歌、平原綾香・青山テルマ・吉岡聖恵〈いきものがかり〉による歌唱）の順に披露
- エンヤは『SAVE THE FUTURE』特別企画枠。

### 選考を巡って
枠全体は紅白各26ずつの計52で、前回に比べて1つずつ減った。しかし、白組については羞恥心 with Paboの2ユニットが1枠で出場するため、出場数自体は紅組26・白組27の計53組。なお、宮沢和史 in ガンガ・ズンバ & THE BOOMとエンヤは前回の小椋佳同様、特別枠に位置付けられているため、出場数にはカウントされない。
初出場は紅組6・白組8（羞恥心とPaboはそれぞれで初とする）の計14組で、全出場歌手うちの4分の1以上が初出場である。特に白組は前回の2組から大幅に増えた。今回の初出場組の特徴としては、民放色の強さが挙げられた。
日本テレビ関連としては、藤岡藤巻と大橋のぞみが映画『崖の上のポニョ』の主題歌「崖の上のポニョ」で人気を集めての初出場。当時9歳だった大橋のぞみは、それまで第5回（1954年（昭和29年））に11歳で初出場した河野ヨシユキが保持していた出場最年少記録（当時）を更新。同じく日本テレビ関連としては、同局のオーディション番組『歌スタ!!』出身の木山裕策が初出場した。
フジテレビ関連としては、『クイズ!ヘキサゴンII』より、羞恥心 with Paboが白組から出場。NHKは出演交渉を彼らの所属事務所やレコード会社ではなく直接フジテレビに行った。この初出場に元ヤンキーという経歴があるPaboのメンバー・木下優樹菜は「ヤンキー出身の優樹菜的には、世の中ちょろいなと思いました」とコメントした。当日のステージには、『ヘキサゴンII』の進行役を担当する当時フジテレビアナウンサーだった中村仁美もヘキサゴンオールスターズと称される番組出演者らと共に応援ゲストとして出演し、バックダンサーを務めた（ただし、紹介テロップやコメント出しはなかった）。民放の現職アナウンサーが紅白に出演するのは史上初。なお、『ヘキサゴンII』の司会者で羞恥心・Paboのプロデュースや楽曲の作詞を手掛けた島田紳助（作詞家および音楽プロデューサーとしては「カシアス島田」名義）のゲスト出演も噂されたが、実現しなかった。
また、この年音楽活動を再開し、自身主演のテレビ朝日系ドラマ『相棒』と、その劇場版が大ヒットした水谷豊も初出場。
秋元順子は還暦直前のデビュー。日本人の血をひく黒人演歌歌手・ジェロと共に、初出場を果たした。秋元は紅組の初出場歌手の最年長記録を更新。ジェロはデビュー当初から「亡き祖母のために紅白に出たい」と度々発言し、それを実現した。
Perfumeは、前年NHKと公共広告機構（現：ACジャパン）による公共広告『リサイクルマークがECOマーク。』への出演をきっかけに、人気に火がついたが、紅白出場は2年越しで実現。
Mr.Childrenはデビュー以来、同ボーカルの桜井和寿による「音楽で勝敗を決める番組に出演したくない」との理由で辞退を続けてきたが、NHKの北京オリンピック・パラリンピック中継のテーマソング「GIFT」を担当したことが初出場の決め手となった。一方『週刊女性』（2008年12月16日号）はMr.Childrenの出演決定の経緯について、「この年桜井の父親が逝去し、紅白ファンだった父への供養のため桜井が出演を決めた」と報じている。
エイベックスの創立20周年記念ユニットとしてこの年9月にデビューしたGIRL NEXT DOORは、デビュー後わずか3ヶ月での出場。BoAに替わる韓国出身アーティストとして東方神起が初出場を果たした。
返り咲きは紅組2・白組2の4組のみである。
SPEEDは、同メンバーの今井絵理子が産んだ男児が聴覚障害を負っていることを公表したことがきっかけとなり、この年の日本テレビ系列『24時間テレビ31 「愛は地球を救う」』から本格的に活動を再開。第50回（1999年（平成11年））以来9年ぶり4回目の出場。なお、今回の紅組司会でSPEEDと同じ沖縄県出身の仲間由紀恵は『24時間テレビ31』にチャリティーパーソナリティーとして出演しており、SPEEDの復活ステージを見届けていた。
その一方で、以下の様な落選や辞退も見受けられた。
10月の段階で早くも落選者が出る異例の事態であった。暴力団組長が関係するゴルフコンペに出席していたとして、細川たかし（前年疑似通貨「円天」による詐欺疑惑で強制捜査を受けた「エル・アンド・ジー」の広告塔として、同社関連のコンサートに度々出演していたことが問題となったため出場を辞退しており、2年連続で不出場となった。ただし、翌年の第60回 - 第66回〈2015年〉まで再出場した）、小林旭、中条きよし、角川博（第37回（1986年）では、出場が決定しながら黒い交際の発覚で降板した北島三郎と山本譲二の代役の1人として出場した）、松原のぶえの5人がNHKの番組自体に出演できなくなった。
モーニング娘。は落選し、連続出場が10回で途切れた。今回ハロー!プロジェクト所属メンバー（当時）から唯一の出場となる里田まい（カントリー娘。）はハロプロとは別のユニット「羞恥心 with Pabo」（Paboの所属はR and C）としての出場であり、メディアは「ハロプロ勢全員落選」と報じた。
元内閣総理大臣・竹下登の孫を売りとし、初出場に強い意欲を見せていたDAIGO率いるBREAKERZは落選。DAIGOの大叔父にあたる竹下亘が立候補を予定している第45回衆議院議員総選挙の日程を巡る国政の状況から出演できないと見られていた。
前回まで4年連続通算12回出場していたDREAMS COME TRUEは翌年のデビュー20周年の準備のため辞退したが、同リーダーの中村正人は自身のブログで再出場へ意欲的なコメントを掲載した。そのコメント通りに翌年の第60回に出場を果たした。
前回まで13年連続通算19回の出場を果たし、『年の初めはさだまさし』の司会を務めるさだまさしも落選。
沢田研二は辞退。
この年下期の連続テレビ小説『だんだん』で主題歌「縁の糸」と、語りを担当していた竹内まりやも生放送での歌唱に難色を示し辞退。他にもデビュー20周年を迎えたB'z、ベストアルバム「BEST FICTION」がミリオンセラーになった安室奈美恵、年内を最後に活動休止に入る（後に活動再開）サザンオールスターズ（且つこの年デビュー30周年を迎えていた）なども辞退した。
宇多田ヒカルや忌野清志郎も辞退。
Superflyの出場も週刊誌報道で取り沙汰されたが、実現せず。Superflyは当日COUNTDOWN JAPANに出演していた。
鼠先輩も初出場に意欲を見せていた が、落選している。
なお、前回初出場だった歌手は全員落選している。
ハロプロ勢やAKB48、中川翔子、リア・ディゾンといった女性アイドルの落選について、エンターテインメント番組部長の近藤は「今年は歌力をテーマにして、きちんと歌を歌うことを目指す紅白なのでラインに届かなかった。相対的な評価で枠外になってしまった」と説明。同じく石原はこの件に関し、「アイドルというのは、良い時もあればそうでない時もある」と、大ヒット曲がなかったことを挙げ、「アイドルは大御所とは違うので大変だとは思うが、ハロプロも若返りを図っているようなので、また期待しています」と述べた。

### その他
北島三郎は史上初の45回出場を達成した。
小林幸子は30年連続出場を達成、島倉千代子の持つ紅組歌手の最長連続出場記録に並んだ。
19年連続出場の前川清（ソロとしての初出場以来。前川が出演していた同局の『ふるさと皆様劇場』は翌年2月に終了）、4年連続出場のWaT（初出場以来）、3年連続出場の秋川雅史（初出場以来）、2年連続出場の一青窈（通算5回）・平井堅（通算6回）は翌年不出場となり、今回で連続出場が途切れた。前川・WaT（2016年解散）・一青は今回が最後の出場となっているが、秋川は第62回（2011年）、平井は第62回・第68回（2017年）で復帰した。また、WaTのメンバーだった小池徹平は第64回（2013年）でゲスト出演している。
初出場した藤岡藤巻と大橋のぞみは先述の通り、本紅白を以って解散したため、出場は今回限りだが、翌年大橋はゲスト出演を果たしている。
初出場した羞恥心 with Paboも出場は今回限りだが、羞恥心のメンバーだった上地雄輔が「遊助」名義で第60回、第61回（2010年）に出場した。
初出場したキマグレンは以後再出場を果たせないまま2015年に解散した。
2年ぶりに出場したAqua Timezも最後の出場となった（2018年に解散）。

### 曲順を巡って
布施明が白組トップバッターを担当。当時布施は61歳であり、これは前回における美川憲一と並んで白組トップバッター担当歌手の最年長記録となっている。
紅組トリに和田アキ子（この年デビュー40周年）、白組トリおよび大トリに氷川きよしが起用された。
和田は通算7回目の紅組トリ担当、これは当時の現役歌手における紅組トリの最多記録となっていた。
正式発表前に各種メディアが挙げていたトリの候補は次の通り。
- スポーツニッポン（2008年11月25日付） - 「北島三郎が白組トリおよび大トリの最有力候補に挙がっている。ただし、森進一が『おふくろさん』を歌唱する場合（実際歌唱）は森の大トリの可能性も出てくる。紅組トリは和田の可能性が高い」[30]
- 石川敏男（芸能リポーター） - 「（週刊誌誌上やテレビ出演時において）紅組トリは川中美幸、白組トリおよび大トリは森」。
- スポーツ報知（2008年12月26日付） - 「和田の紅組トリ、氷川の白組トリおよび大トリが決定」

## ゲスト出演者
この年プロ野球・福岡ソフトバンクホークスの監督を退任した王貞治が特別出演する予定だったが、直前の12月20日に王の兄が逝去したため、取り止められた。

### ゲスト審査員
北京オリンピックが行われたこともあり、それにちなんだメンバーと、新旧大河ドラマ出演者が多い。
- 本木雅弘（俳優）：翌年よりスタートのスペシャルドラマ『坂の上の雲』の主人公・秋山真之役。
- 吉田沙保里（レスリング選手）：2008年北京オリンピックレスリング女子55kg級金メダル。
- 太田雄貴（フェンシング選手）：2008年北京オリンピックフェンシング男子フルーレ個人銀メダル。
- 高橋尚子（プロランナー）：2000年シドニーオリンピック陸上女子マラソン金メダル、この年引退。
- 松本幸四郎[注釈 11]（歌舞伎俳優）：歌舞伎『勧進帳』の武蔵坊弁慶役およびミュージカル『ラ・マンチャの男』のドン・キホーテ役の国内最多上演記録を更新。
- 松坂慶子（女優）：この年の大河ドラマ『篤姫』の幾島役。
- 姜尚中（강상중：東京大学大学院教授・政治学者）：著書『悩む力』がベストセラー。
- 堀北真希（女優）：『篤姫』の和宮役。
- 妻夫木聡（俳優）：翌年の大河ドラマ『天地人』の主人公・直江兼続役。
- 上野由岐子（ソフトボール選手）：北京オリンピックソフトボール金メダル。

### 演奏ゲスト
- 久石譲：宮崎駿監督のアニメ作品で音楽を手掛けた。藤岡藤巻と大橋のぞみの曲中および、秋川雅史の曲前でピアノ伴奏を担当。
- 京華女子中学高等学校マーチングバンド部、中央区立日本橋中学校吹奏楽部、川崎市立高津高等学校吹奏楽部、川崎市立橘高等学校吹奏楽部：「君をのせて」「崖の上のポニョ」のマーチングバンドのバック演奏。
- 多胡邦夫：木山裕策の曲中でギターとコーラスを担当。
- 武部聡志、：一青窈の曲中で武部はピアノ伴奏を担当。
- マシコタツロウ：同じくギター伴奏を担当。
- 小林武史：自らプロデュースしたMr.Childrenのバックでキーボード演奏を担当。
- ナオト・インティライミ：同じくギター演奏およびコーラスを担当。
- マーティ・フリードマン：石川さゆりの曲中でエレキギター演奏を担当。
- 平尾昌晃：エンディング「蛍の光」の指揮担当。

### 応援ゲストなど
- 関根麻里団長、テリー伊藤、沢村一樹（『篤姫』の小松清猷役）：紅白応援隊。
- IKKO、はるな愛：美川憲一のサポート。
- 髭男爵（ひぐち君・山田ルイ53世）：伍代夏子の曲紹介。
- 三倉茉奈・佳奈（この年下期の連続テレビ小説『だんだん』のヒロイン・田島（石橋）めぐみ・一条（花村）のぞみ役）：伍代夏子のサポート。第48回（1997年）以来11年ぶりの出演。
- ブルーマン・グループ：藤岡藤巻と大橋のぞみと東方神起の曲間でパフォーマンス。
- 早乙女太一：藤あや子のサポート。
- 橘大五郎：同上。
- 世界のナベアツ（ジャリズム）[注釈 12]：WaTの曲紹介および中村美律子のサポート。
- さかなクン：WaTと中村美律子の曲間で魚に関するうんちく披露。
- くいだおれ太郎：中村美律子のサポート。
- 藤原紀香：「SAVE THE FUTURE」（エンヤ特別企画）担当。
- ヘキサゴンオールスターズ（アンガールズ、岡田圭右（ますだおかだ）、クリス松村、小島よしお、金剛地武志、品川庄司、ダンディ坂野、波田陽区、FUJIWARA）、中村仁美（フジテレビアナウンサー）：羞恥心 with Paboのサポート。岡田とダンディは第54回（2003年）以来5年ぶり、波田は第55回（2004年）以来4年ぶり、アンガールズは第56回（2005年）以来3年ぶりの出演。
- 綾小路きみまろ：「さよなら新宿コマ劇場」中継リポーターおよび北島三郎の曲紹介。

## スタッフ
- 演出補・吉田照幸
- Special Thanks・神原孝/清水宏泰（フジテレビジョン）
- チーフプロデューサー・石原真
- 制作協力・NHKエンタープライズ

## 視聴率
平均視聴率は、前半35.7%、後半42.1%であり、第56回（2005年）以来3年ぶりに40%の大台を超え、2008年（平成20年）の年間視聴率ランキングで第1位になった（関東地区・ビデオリサーチ調べ、以下同じ）。歌手別の最高視聴率は羞恥心とPaboの47.8%。

## 関連番組
金曜バラエティー 「紅白応援企画～もうすぐNHK紅白歌合戦～」
放送： 総合 2008年12月26日 12:20 - 12:43
ゲスト：川中美幸、坂本冬美、中村美律子
あなたが選ぶ思い出の紅白　感動の紅白
放送：BS2 2008年12月29日 19:30 - 23:00
司会：高山哲哉、黒崎めぐみ
ゲスト：小林幸子、森昌子、中村美律子、坂本冬美、パパイヤ鈴木、水前寺清子、秋元順子、ジェロ
最新情報はもとより、過去の紅白歌合戦のハイライトシーンを視聴者の生リクエストに応えて放送した。